# Life After Beth - L'amore ad ogni costo
Life After Beth - L'amore ad ogni costo (Life After Beth) è un film del 2014 scritto e diretto da Jeff Baena. È una commedia zombie interpretata da Aubrey Plaza, Dane DeHaan, Anna Kendrick, Molly Shannon, Cheryl Hines, Paul Reiser, Matthew Gray Gubler e John C. Reilly.

## Trama
Bethany, la giovane fidanzata di Zachary, un giorno mentre andava in escursione da sola, viene morsa da un serpente e così muore. Al funerale il più triste è Zach, ripensando a ciò che non aveva potuto fare con Beth. Una sera, però, Beth viene misteriosamente riportata in vita. Zach, dopo aver scoperto la notizia dai genitori di Beth, inizialmente crede alla storia degli zombie, ma poi si convince che si tratta di una risurrezione e di essersi meritato una seconda possibilità per ricominciare una nuova vita con Beth. Tutto sembra andar bene, fino a quando Zach vede che Beth non è più quella di prima, diventando sempre più aggressiva.
Zach, indispettito dai continui modi di fare della ragazza, decide di portarla al cimitero e farle vedere la sua bara e il "buco" che lei aveva scavato per uscire, realizzando che si tratta di uno zombie. Zach le dice la verità (pur sapendo che era stato vietato dai genitori di Beth), lei reagisce male, perciò butta Zach per terra e scappa via. Intanto l'intera città viene invasa da zombie. Il fratello di Zach, Kyle, un poliziotto, uccide tutti gli zombie aiutato dalla squadra di polizia. Kyle dice a Zach di uccidere Beth, ormai diventata una zombie, per il suo bene. Zach decide di portarla a fare un'escursione e, arrivati vicino al burrone, dopo averle detto di amarla per sempre, le spara alla testa, uccidendola. Alla fine Zach chiede a Erica, una sua amica d'infanzia conosciuta nel corso della frequentazione con la Beth zombie, di andare a cena, accettando.

## Produzione
Le riprese del film sono iniziate l'8 luglio 2013 a Los Angeles e sono terminate il 6 agosto 2013 nella stessa città.
Il 26 giugno 2014 sono stati pubblicati il primo trailer ufficiale e due poster del film.

## Distribuzione
Il film è stato mostrato in anteprima il 19 gennaio 2014 all'interno del concorso al Sundance Film Festival.
Arriverà nelle sale statunitensi in distribuzione limitata a partire dal 15 agosto 2014.